# 그리드맨 유니버스
《그리드맨 유니버스》(グリッドマンユニバース, GRIDMAN UNIVERSE)는 일본의 쓰부라야 프로덕션에서 제작된 아메미야 아키라 감독의 2023년 애니메이션 영화이다.

## 출연

### 주연
- 미도리카와 히카루
- 히로세 유야
- 미야모토 유메
- 사이토 소마
- 에노키 준야
- 와카야마 시온
- 우메하라 유이치로
- 안자이 치카
- 타카하시 료스케
- 코니시 카즈유키
- 유키 아오이
- 마츠카제 마사야
- 신타니 마유미
- 스즈무라 켄이치
- 타카하시 카린
- 미모리 스즈코
- 키토 아카리
- 하마노 다이키
- 우치다 마아야

## 참고 사항
- 트리거 나이트에서 감독인 아메미야 아키라는 처음엔 기획서를 보고 제목을 ‘100억엔 극장애니 그리드맨 유니버스/섹시 아이돌 SOS' , '그리드맨 THE MOVIE/하이사이![1] 오키나와 대결전‘으로 하고 전부 코미디로 하고 싶었다라는 말을 남겼다. 웃자고 한 이야기 같지만 전광초인 그리드맨 19화 제목이 ‘섹시 여경 SOS’'고, 그리드맨 유니버스의 전작격인 SSSS. DYNAZENON이 전광초인 그리드맨 18화를 소재로 삼은 걸 생각하면 전자는 진심이었을 가능성도 있다. 여담이지만 19화의 발단이 되는 그라비아 잡지는 여기서도 문화제에서 누군가 들고 있는 장면이 잠깐 나온다.